# Église Saint-Pierre-et-Marcellin
L'église Saint-Pierre et Marcellin est une église paroissiale de style classique située à Bierges dans la commune de Wavre en province de Brabant-Wallon en Belgique.

## Histoire
Construite de 1786 à 1788, l'église Saint-Pierre-et-Marcellin dépendait autrefois de l'abbaye d'Afflighem.
Elle remplace une ancienne église qui était située au sud est à environ 200 mètres de là, près du presbytère. Cet édifice précédent accueillait deux chapelles dont l'une était dédié à la Vierge, l'autre à Saint-Nicolas. Trop petit, ne pouvant accueillir tous les paroissiens, l'état de ce dernier ne cessait de se dégrader et la décision de construire une nouvelle église fut prise par l'abbé d'Afflighem en 1784 sous les demandes pressantes de la population de Bierges. Le mobilier liturgique fut transféré de l'ancienne église vers la nouvelle. Malgré des conflits sur le choix du lieu de construction, le bâtiment est terminé le 30 décembre 1788 et la bénédiction solennelle a lieu le 30 août 1791.

## Description
L'édifice, de style classique, est majoritairement réalisé en briques avec quelques éléments fait de calcaire gréseux (soubassements, encadrements, chaînages d'angle,...etc). Il possède également une tour occidentale carrée ainsi qu'une sacristie dans l'axe du bâtiment. La nef se compose de quatre travées avec collatéraux sous une même bâtière.
D'anciennes dalles funéraires peuvent être admirées sur le mur gouttereau sud qui donne sur le cimetière. L'une d'elle mentionne le curé Jean-Joseph Quewet (1760-1832). Ce dernier vécut une série d'évènements marquants du tournant du dix-neuvième siècle (Révolution brabançonne, révolution française, guerres napoléoniennes, régime hollandais, ...etc). En 1815, l'église fut pillée par un détachement de soldats prussiens. Jean-Joseph Quewet fut, en tentant de défendre son sanctuaire, blessé par sabre et laissé pour mort. Il fut néanmoins secourut et vécut encore 17 années pour s'éteindre le 18 avril 1832, à 72 ans.

## Mobilier
- Autel de style Louis XVI.
- Autels latéraux datant du milieu du XVIIIe siècle.
- Chaire de vérité de style Louis XV.
- Confessionnaux de style Louis XV.
- Fonts baptismaux datant de la fin du XVIIIe siècle[1].

Les statues des martyrs Pierre et Marcellin furent volées.